# Tscheljabinski Traktorny Sawod
Das Tscheljabinski Traktorny Sawod (russisch Челябинский тракторный завод, deutsche Übersetzung: Tscheljabinsker Traktorenwerk, Abkürzung: ЧТЗ, deutsche Transkription TschTS, abweichend auch TschTZ) ist eine russische Baumaschinen- und Panzerfabrik in Tscheljabinsk.
Seit Mitte der 1990er-Jahre firmiert das Werk als Tscheljabinski Traktorny Sawod – URALTRAK, 2011 übernahm das Uralwagonsawod die Unternehmensmehrheit.

## Unternehmensgeschichte

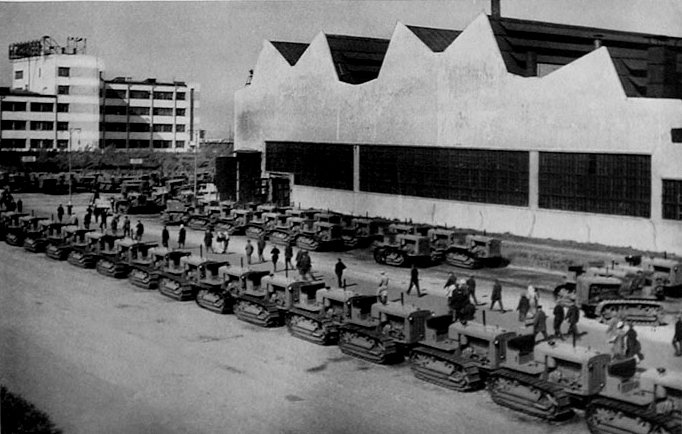
Traktorenwerk Tscheljabinsk in den 1930er-Jahren

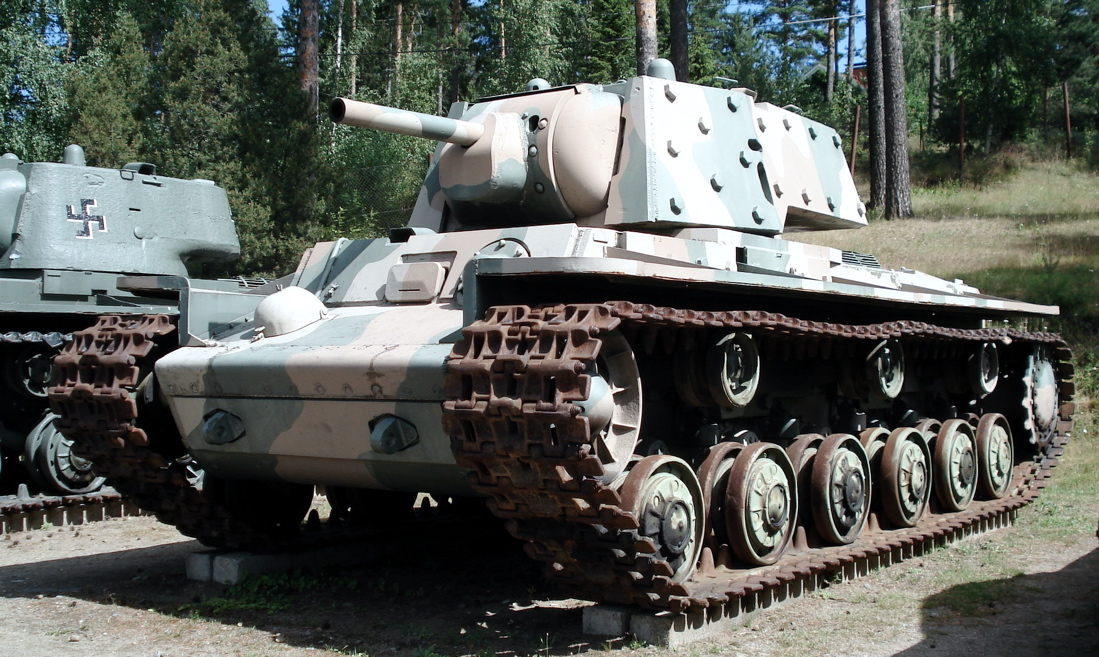
Panzer vom Typ KW-1 aus dem Zweiten Weltkrieg

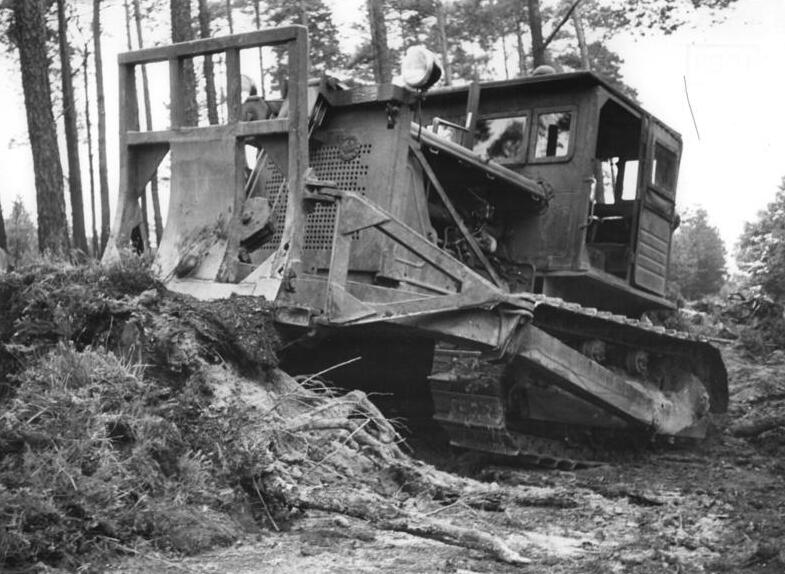
Stalinez-80 mit Wurzelroder beim Bau des Kombinats Schwarze Pumpe (1955)

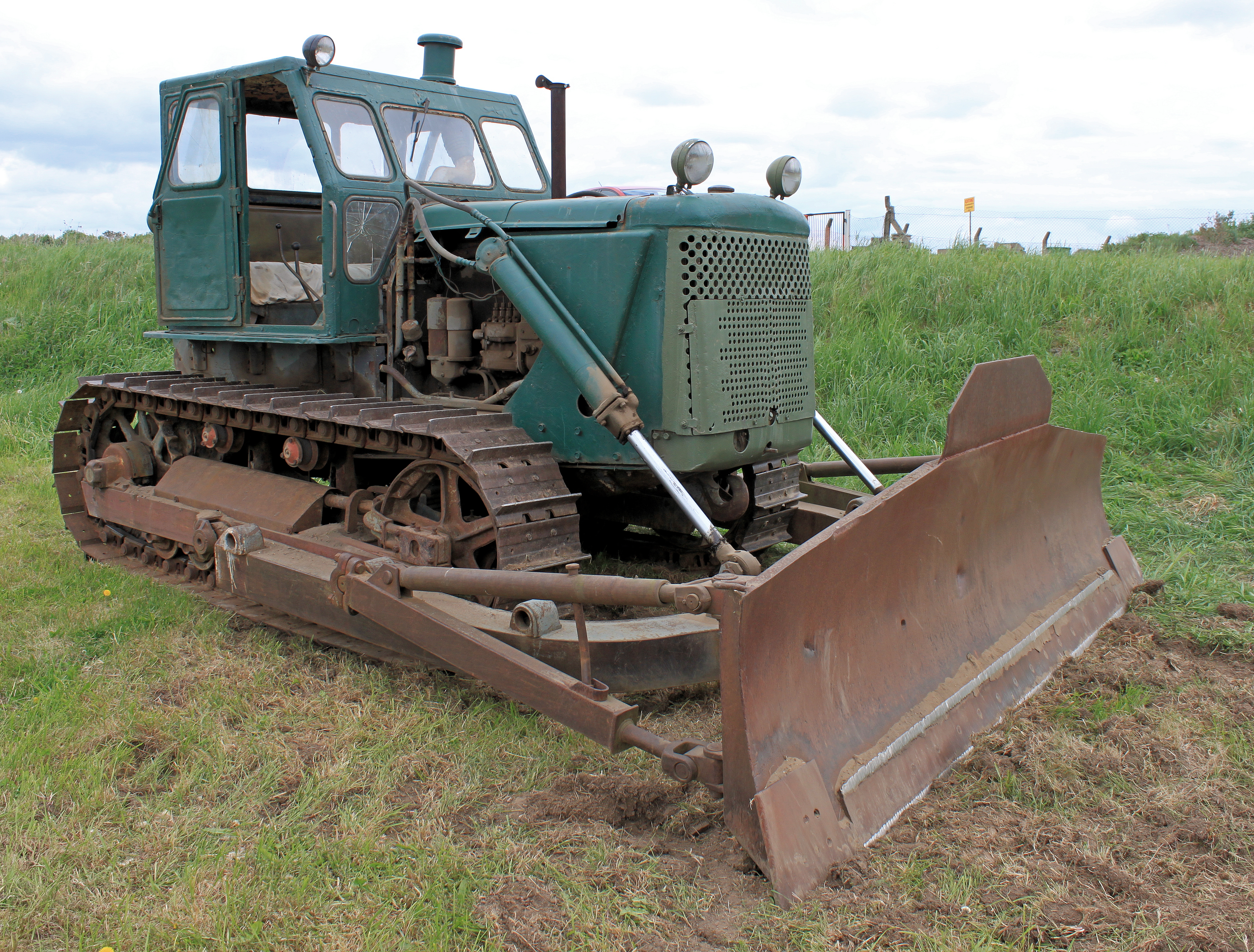
Kettentraktor T-100MGP mit Planierschild

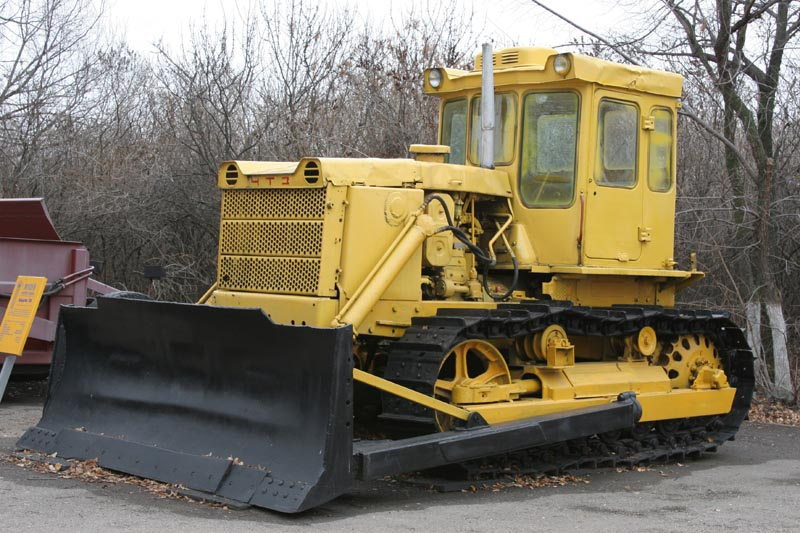
T-130 in einem russischen Museum (2008)

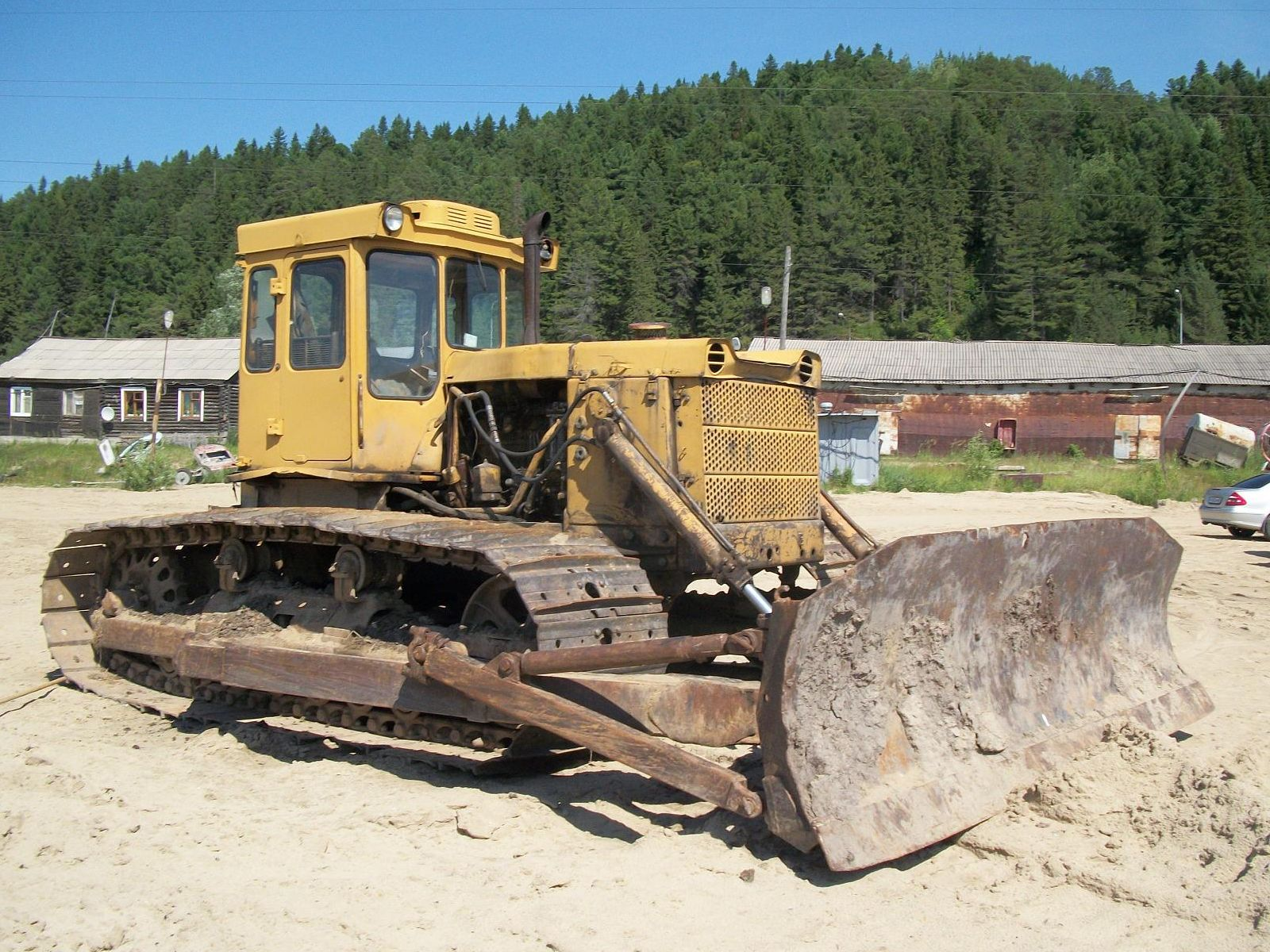
Planierraupe vom Typ T-170 (2010)

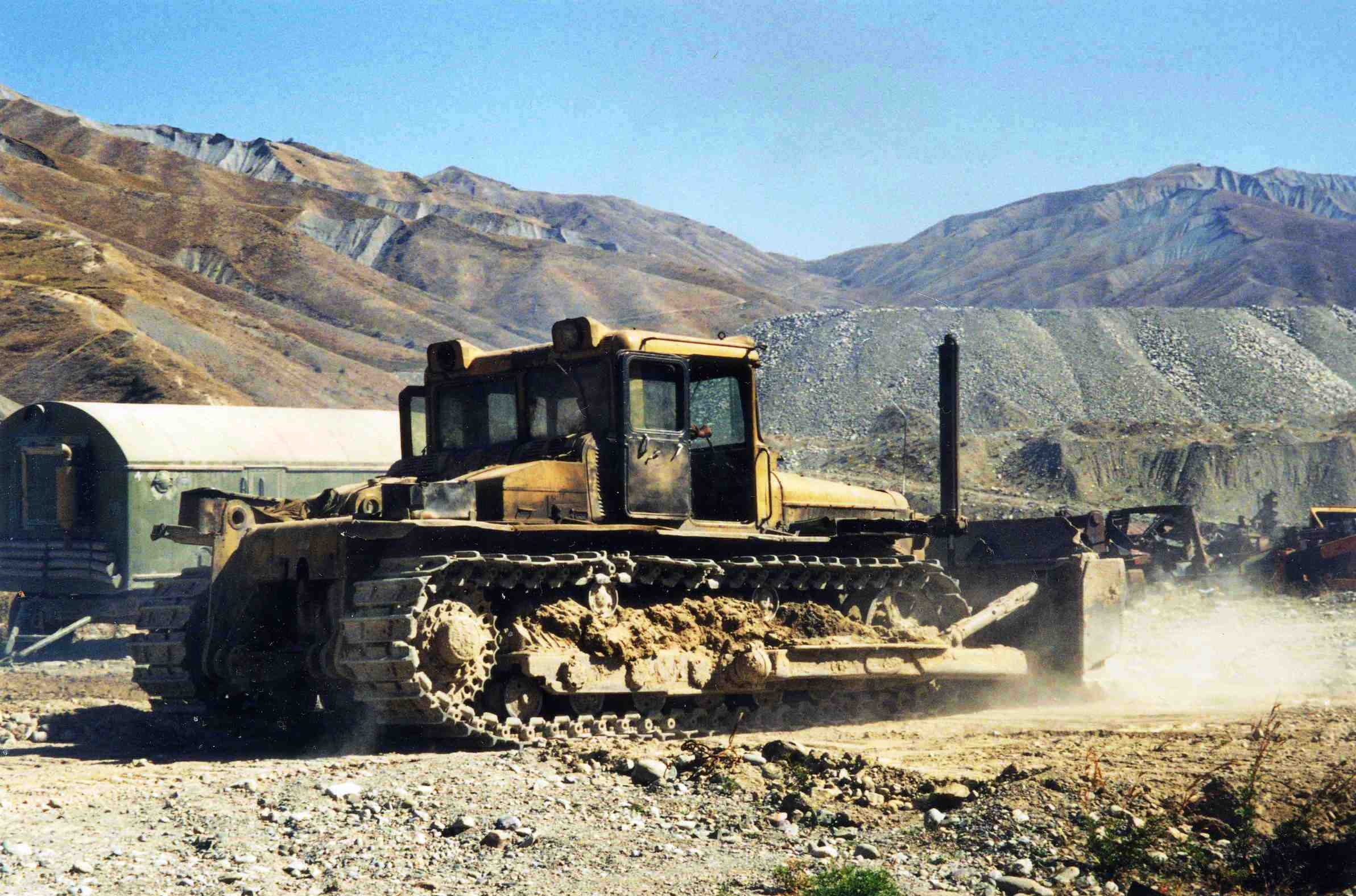
Dieselelektrische Planierraupe vom Typ DET-250 in Tadschikistan (1998)

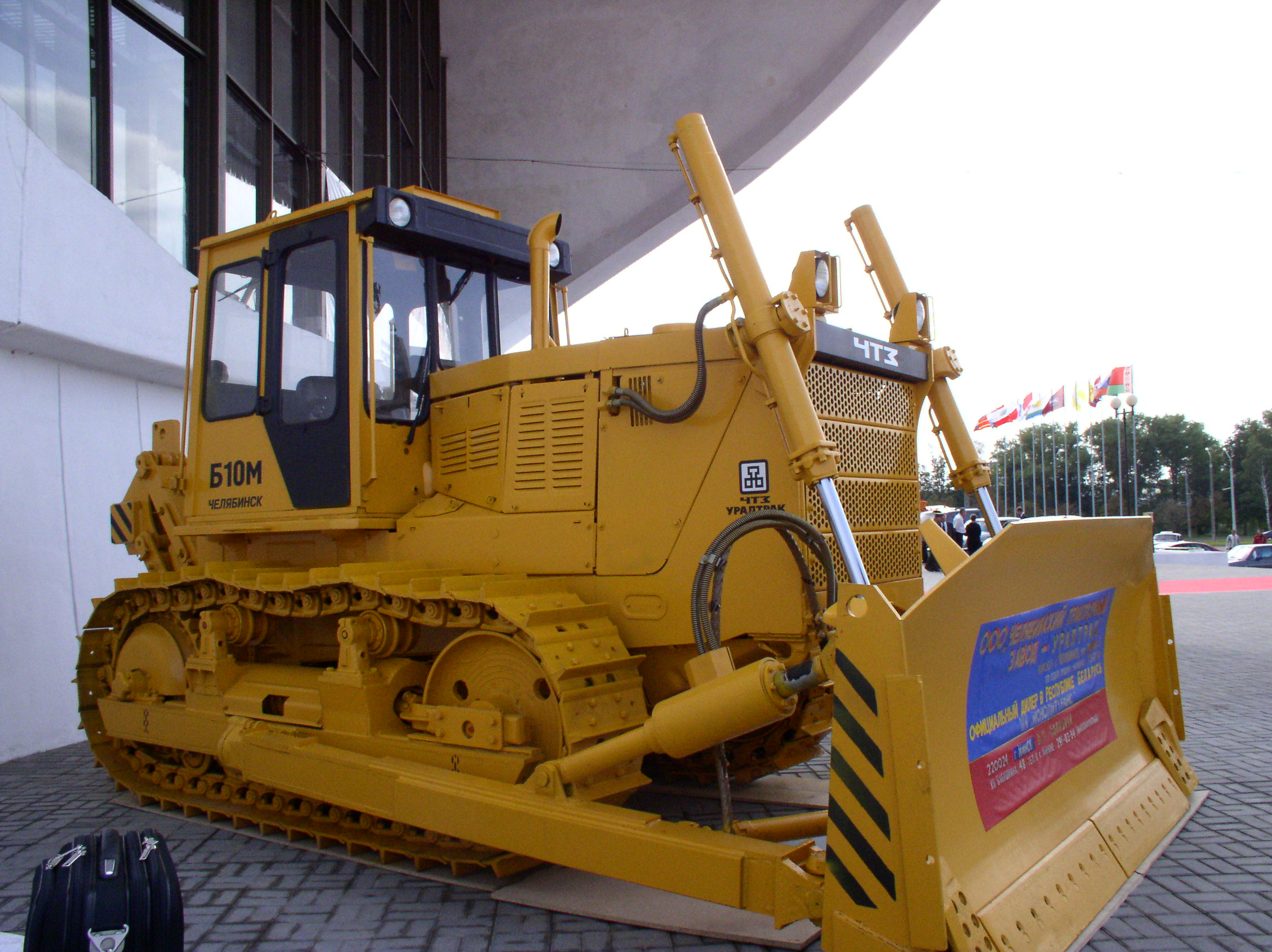
Planierraupe B10M von 2004

### Vor dem Zweiten Weltkrieg
Der Ministerrat der UdSSR verabschiedete im Mai 1929 einen Beschluss zum Bau eines Traktorenwerks im südlichen Ural. Die Stadt Tscheljabinsk wurde dabei ausgewählt, da sie bereits damals eine gute Energieversorgung hatte und auch die dafür benötigten Kohle- und Stahlindustrie vorhanden waren. Zudem existierte mit der Transsibirischen Eisenbahn ein leistungsfähiger Transportweg, um die gefertigten Maschinen auch in andere Teile der Sowjetunion liefern zu können. Gegen Ende des Jahres 1929 präzisierte der Ministerrat seinen Beschluss und gab vor, dass die Kapazität der Anlage bei 40.000 Maschinen pro Jahr liegen sollte.
Zunächst war eine Kooperation mit der US-amerikanischen Firma Caterpillar geplant, die allerdings nicht zu Stande kam. Die Pläne für das Werk wurden trotzdem mit Hilfe amerikanischer Experten entworfen, unter ihnen insbesondere der Architekt Albert Kahn, der bereits zuvor große Industrieanlagen in der Sowjetunion gebaut hatte. Die Planungsphase erstreckte sich bis in den Juni 1930, im August begann der Bauprozess. Anlagen und Maschinen kamen nicht nur aus der UdSSR, auch hunderte deutsche, englische, US-amerikanische und französische Firmen lieferten entsprechende Technik.
Der erste Kettenschlepper vom Typ Stalinez-60 verließ das Werk am 31. Mai 1933. Dieser Schlepper wies hohe Ähnlichkeit mit dem amerikanischen Vorbild Caterpillar 60 auf. Einen Tag später begann im Tscheljabinski Traktorny Sawod imeni Stalina (dt. Tscheljabinskter Traktorenwerk namens Stalin, russisch Челябинский тракторный завод имени Сталина) feierlich die Produktion. 1937 wurde die Fertigung auf den Nachfolger Stalinez-65 umgestellt, am 30. März 1940 der hunderttausendste Kettentraktor gebaut.

### Rüstungsproduktion im Zweiten Weltkrieg
Ebenfalls 1940 erging an das Werk der Befehl, die Produktion von Panzern vorzubereiten. Bis zum Eintritt der Sowjetunion in den Zweiten Weltkrieg wurde bereits eine geringe Anzahl Fahrzeuge vom Typ KW-1 gebaut. Bis Ende 1941 wurde das Werk fast völlig auf Kriegsproduktion umgestellt. Hatte es zu Beginn des Jahres noch etwa 87 % zivile Güter gefertigt, waren es Ende 1941 nur noch 7 %. Neben Panzern selbst wurden auch Panzermotoren im Tscheljabinski Traktorny Sawod imeni Stalina gefertigt.
Im Zuge von Umstrukturierungen erhielt die Fabrik zum 6. Oktober 1941 einen neuen Namen. Fortan hieß die Anlage Kirowski Sawod Narkomtankproma w Gorode Tscheljabinske (dt. Kirower Werk für Panzerproduktion in der Stadt Tscheljabinsk, russisch Кировский завод наркомтанкопрома в г. Челябинске), wobei dieser Name auch über das Ende des Zweiten Weltkriegs hinaus beibehalten wurde. Im selben Jahr wurden mehrere große Fabriken aus dem europäischen Teil Russlands und anderer Sowjetrepubliken nach Tscheljabinsk evakuiert, weil ihre Standorte von der deutschen Wehrmacht eingenommen oder massiv bombardiert wurden. Darunter war auch ein Motorenwerk aus Charkiw mit 15.000 Mitarbeitern, das innerhalb weniger Tage komplett per Eisenbahn in den Ural verlagert wurde.
Im November 1941 wurde die Produktion ziviler Kettentraktoren komplett zugunsten der Rüstungsproduktion eingestellt. Auch Waffen und Munition wurden nun gefertigt. 1942 arbeiteten in dem Werk mehr als 27.000 Menschen, trotzdem gab es noch immer einen erheblichen Personalmangel. Auch Frauen und Jugendliche wurden beschäftigt. Im Juni 1942 begannen die Arbeiten zur Umrüstung der Anlagen, um nebenbei auch Panzer des Typs T-34 fertigen zu können.
Aufgrund der großen Menge gefertigter Panzer und sonstiger Rüstungsgüter erhielt die Stadt Tscheljabinsk im allgemeinen Sprachgebrauch der Bevölkerung bald den Namen „Tankograd“ (dt.: Panzerstadt). Insgesamt wurden während des Kriegs 18.000 Panzer gebaut, dazu noch 48.500 Panzermotoren und 17,7 Millionen Stück Munition aller Art. Für die im Krieg erbrachten Leistungen wurde dem Werk 1944 der Orden des Roten Sterns verliehen, außerdem zweimal der Leninorden, einmal 1944 und einmal 1945. Im selben Jahr kam noch die Verleihung des Kutusowordens I. Klasse hinzu.

### Vom Kriegsende bis heute
Bereits im Oktober 1945 erging vom Ministerrat der UdSSR die Order, wieder Planungen für einen zivilen Kettentraktor aufzunehmen. Ab 1946 wurde der Stalinez-80 gebaut, der auf der Vorkriegskonstruktion des Stalinez-65 aufbaute. Auch der Export wurde nach dem Krieg aufgenommen. Ab 1949 wurde zunächst der Ostblock beliefert, ab Mitte der 1950er-Jahre gelangten Maschinen auch nach Schweden, Österreich, Indien, den Nahen Osten und nach Südamerika. 1956 wurde die schwere Planierraupe DET-250 entworfen, die als eine der ersten der Welt einen dieselelektrischen Antrieb hatte. Im selben Jahr begann auch die Fertigung des Stalinez-100.
Am 20. Juni 1958 wurde das Werk wieder in Tscheljabinski Traktorny Sawod zurückbenannt, 1961 begann die Serienfertigung der DET-250. 1963/1964 erfolgte die Umstellung der Kettentraktorfertigung auf das Modell T-100, das in unterschiedlichsten Versionen über bis 1983 gefertigt wurde. 1969 begann die Serienfertigung des Nachfolgers T-130. 1971 wurde dem Werk ein drittes Mal der Leninorden verliehen, 1983 der Orden des Roten Banners der Arbeit. 1988 wurde die überschwere Planierraupe T-800 mit 800 PS (588 kW) Leistung vorgestellt, die im selben Jahr als größte Planierraupe der Welt einen Eintrag ins Guinness-Buch der Rekorde erhielt.
Nach dem Zerfall der Sowjetunion wurde das Werk 1992 in eine Aktiengesellschaft umgewandelt. Aufgrund der sich anschließenden wirtschaftlichen Krise Mitte der 1990er-Jahre wurde das Unternehmen für bankrott erklärt, bevor sich die „OOO Tscheljabinski Traktorny Sawod – URALTRAK“ gründete. Diese Gesellschaft, nun mit beschränkter Haftung, führte das Werk weiter. Kernkompetenz blieb der Bau von Kettenfahrzeugen aller Art und die Fertigung von Panzermotoren wie dem W-92 S2 mit 1000 PS. 2011 übernahm der Rüstungshersteller Uralwagonsawod die Mehrheit der Unternehmensanteile.
2010 setzte die Firma insgesamt 205,4 Millionen US-Dollar um, das Werksgelände hat eine Fläche von 1500 Hektar.
Im Zuge der Krise des neuen Mutterkonzerns seit 2015 kündigte das Werk an, im Februar und März 2015 etwa 6100 seiner 7500 Mitarbeiter entlassen zu wollen. Ob und in welcher Größenordnung dieser Schritt tatsächlich umgesetzt wurde, ist unklar.

## Produktpalette
Historisch gesehen stellte das Werk vor allem Kettentraktoren und Planierraupen her, zudem Panzer und andere Rüstungsgüter. Die nachfolgende Liste ist nicht vollständig und soll lediglich einen Überblick über die bekanntesten Fahrzeuge liefern, die in Tscheljabinsk gebaut wurden und teilweise noch werden.

### Zivile Produkte
- Stalinez-60 – Ziviler Kettentraktor, gebaut 1933 bis 1937.
- Stalinez-65 – Zivil und militärisch genutzter Kettentraktor, gebaut 1937 bis 1941.
- Stalinez-80 – Ziviler Kettentraktor, gebaut von 1946 bis 1958.
- Stalinez-100 – Ziviler Kettentraktor, gebaut von 1956 bis 1964.
- T-100 – Ziviler Kettentraktor bzw. Planierraupe, 1963 bis 1983 gebaut.
- T-130 – Ziviler Kettentraktor bzw. Planierraupe, gebaut 1969 bis 1988.
- T-170 – zivile Planierraupe / ziviler Kettentraktor, ab 1988 gefertigt.
- DET-250 – Zivile dieselelektrische Planierraupe bzw. Kettentraktor, ab 1961 gebaut, später zur DET-320 weiterentwickelt und noch heute im Angebot.
- T-800 (heute T-75.01 genannt) – Mit 820 PS und 106 Tonnen Gesamtgewicht die größte Planierraupe aus aktueller Produktion.

### Rüstungsgüter
- KW-1 – schwerer Panzer aus der Zeit vor und während des Zweiten Weltkriegs
- T-34 – mittlerer Panzer, bei TschTS ab 1942 gebaut
- T-55 – Panzer
- W-2 – Panzermotor, verschiedene Versionen, auch in anderen Werken gefertigt
- Dieselmotor 12N360 – Panzermotor für den T-14

Hinzu kommen auch aus der heutigen Produktion verschiedene Baumaschinen wie Radlader, Rohrleger, Kettentraktoren, Spezialfahrzeuge und Anbaugeräte. Außerdem werden Schmiede- und Gusserzeugnisse gefertigt, ebenso wie Motoren mit Leistungen von etwa 10 bis 1000 PS, darunter auch der Motor für den russischen Kampfpanzer T-90. Nach eigenen Angaben ist der Hersteller Marktführer auf dem Gebiet der Baumaschinenproduktion in Russland und in den GUS-Staaten.